# Qəçrəş
Qəçrəş è un comune dell'Azerbaigian situato nel distretto di Quba. Conta una popolazione di 2 175 abitanti.